# Eutropi (cònsol 399)
Eutropi (en grec: Εὐτρόπιος; mort el 399) va ser un funcionari de l'Imperi Romà d'Orient del segle IV que va aconseguir ascendir a alts càrrecs a la cort imperial durant el regnat de l'emperador Arcadi. Va ser el primer eunuc a arribar a ser cònsol a l'Imperi Romà.

## Vida
Eutropi va néixer en una de les províncies romanes de l'Orient Mitjà, ja fos Assíria o a la frontera amb Armènia. Segons el poeta de la cort d'Honori, Claudià, que va compondre una invectiva satírica contra Eutropi a causa de l'hostilitat d'aquest últim envers el mecenes de Claudià, Estilicó,Eutropi va servir successivament com a catamita, proxeneta i servent de diversos soldats i nobles romans, abans d'acabar entre els eunucs domèstics del palau imperial.
Va ascendir al rang de camarlenc de palau, o praepositus sacri cubiculi. Després de la mort de Teodosi el 395, va estar al capdavant d'una facció oposada al poderós prefecte del pretori d'Orient, Rufí. Va aconseguir organitzar el matrimoni del nou emperador, Arcadi, amb Aelia Eudoxia, la filla del general Bautó, que havia bloquejat un intent del ministre en cap d'Arcadi d'augmentar el seu poder casant el jove i feble emperador amb la seva filla.
Després de l'assassinat de Rufí el 395, Eutropi va guanyar importància a la cort imperial i aviat es va convertir en el conseller més proper d'Arcadi. També va tenir un paper a la revolta d'Alaric I i encoratjant la revolta de Gildó contra les maquinacions d'Estilicó. L'ascens al poder d'Eutropi va ser ajudat per la seva derrota d'una invasió hun el 398. Per aquesta època, Eutropi va aconseguir que Joan Crisòstom fos nomenat bisbe de Constantinoble.
El 399, va esdevenir el primer eunuc nomenat cònsol.

## Caiguda i execució
Durant el seu ascens al consolat, Eutropi es va guanyar fama per la seva crueltat i avarícia. També podria haver jugat un paper en l'assassinat del seu predecessor Rufí. El 399, l'any del seu consolat, va enviar Gaïnas, el magister militum d'aquella època, per reprimir la rebel·lió de Tribigild, en l'anomenada Revolta goda de Tribigild. Tanmateix, Gaines i Tribigild es van unir per persuadir Arcadi de destituir Eutropi. Mentrestant, Eutropi també s'havia distanciat d'Eudòxia, la mateixa emperadriu que havia instal·lat, que es va aparèixer al seu marit lamentant-se amb les seves filles petites pels presumptes plans de l'eunuc contra ella. Commogut per les amenaces dels seus subordinats i la compassió per la seva família, Arcadi va exiliar Eutropi.
Després de la caiguda d'Eutropi, les súpliques del seu aliat Joan Crisòstom el van mantenir amb vida durant un curt període. Finalment va ser executat abans que acabés l'any. Un edicte imperial que es conserva mostra que va ser sotmès a damnatio memoriae i que els seus béns van ser confiscats.